# Palu' di Boniprati
Palu' di Boniprati este o arie protejată (arie specială de conservare — SAC, sit de importanță comunitară — SCI) din Italia întinsă pe o suprafață de 11 ha, integral pe uscat.

## Localizare
Centrul sitului Palu' di Boniprati este situat la coordonatele 45°55′59″N 10°36′13″E / 45.933056°N 10.603611°E.

## Înființare
Situl Palu' di Boniprati a fost declarat sit de importanță comunitară în iunie 1995 pentru a proteja 18 specii de animale. Situl a fost protejat și ca arie specială de conservare în martie 2014.

## Biodiversitate
Situată în ecoregiunea alpină, aria protejată conține 4 habitate naturale: Mlaștini turboase de tranziție și turbării mișcătoare, Fânețe montane, Pajiști cu Molinia pe soluri calcaroase, turboase sau argilos-nămoloase (Molinion caeruleae), Mlaștini alcaline.
La baza desemnării sitului se află mai multe specii protejate de  păsări (18): minunița (Aegolius funereus), lăstunul mare (Apus apus), șorecarul comun (Buteo buteo), florinte (Chloris chloris), cristeiul de câmp (Crex crex), cuc (Cuculus canorus), presură galbenă (Emberiza citrinella), cinteză (Fringilla coelebs), gaiță (Garrulus glandarius), rândunică (Hirundo rustica), sfrâncioc roșiatic (Lanius collurio), codobatură galbenă (Motacilla alba), pițigoi mare (Parus major), pițigoi de brădet (Periparus ater), pitulice de munte (Phylloscopus collybita), mărăcinar (Saxicola rubetra), silvie cu cap negru (Sylvia atricapilla), mierlă (Turdus merula)
Pe lângă speciile protejate, pe teritoriul sitului au mai fost identificate 6 specii de plante, 3 specii de amfibieni, 4 specii de mamifere, 1 specie de reptile.